# Mario Benetton
Mario Benetton (Padova, 1º gennaio 1974) è un ex pistard italiano, campione del mondo dell'inseguimento a squadre nel 1997.

## Carriera
Come componente della squadra italiana di inseguimento a squadre ha partecipato alle gare di Coppa del mondo dal 1995 al 2000, vincendo due prove, a Hyerès nel 1998 e a Città del Messico nel 2000. Nel 1997 ai Campionati del mondo di Perth conquista la medaglia d'oro di specialità in quartetto con Adler Capelli, Cristiano Citton ed Andrea Collinelli. Nel 1998 a Bordeaux conquista la medaglia di bronzo iridata, mentre nel 2000, sempre nell'inseguimento a squadre, partecipa ai Giochi olimpici di Sydney, ottenendo l'undicesimo posto.
Nel 2002, dopo il ritiro dalle corse, ha conseguito l'abilitazione di direttore sportivo della Federazione Ciclistica Italiana di 1º e 2º livello.

## Palmarès

### Pista
- 1997

Campionati del mondo, Inseguimento a squadre (con Adler Capelli, Cristiano Citton e Andrea Collinelli)
Campionati italiani, Inseguimento a squadre (con Cristiano Citton, Andrea Collinelli e Gianfranco Contri)
Campionati italiani, Velocità a squadre (con Roberto Chiappa e Federico Paris)
- 1998

4ª tappa Coppa del mondo, Inseguimento a squadre (Hyères, con Adler Capelli, Cristiano Citton e Andrea Collinelli)
Campionati italiani, Velocità a squadre (con Roberto Chiappa e Cristiano Citton)
- 1999

Campionati italiani, Chilometro a cronometro
Campionati italiani, Velocità a squadre (con Roberto Chiappa e Matteo Da Ros)
- 2000

3ª tappa Coppa del mondo, Inseguimento a squadre (Città del Messico, con Andrea Collinelli, Mauro Trentini e Ivan Quaranta)
Campionati italiani, Chilometro a cronometro
Campionati italiani, Inseguimento a squadre (con Maurizio Biondo, Cristiano Citton e Andrea Collinelli)

### Strada

#### Altri successi
- 1997

Trofeo Mamma e Papà Cioli
6ª tappa Paths of King Nikola  (Brindisi > Lecce)

## Piazzamenti

### Competizioni mondiali
- Campionati del mondo

Perth 1997 - Inseguimento a squadre: vincitore
Bordeaux 1998 - Inseguimento a squadre: 3°